# Beyond the Red Mirror
Albums de Blind Guardian
'At the Edge of Time'
(2010)
Singles
Beyond the Red Mirror est le dixième album studio du groupe de power metal allemand Blind Guardian. Édité par Nuclear Blast, il est sorti le 30 janvier 2015 en Europe et le 3 février 2015 aux États-Unis, quatre ans et demi après At the Edge of Time.

## Concept de l'album
L'album est la suite d'Imaginations from the Other Side, sorti en 1995 et relatant l'histoire d'un jeune garçon et de deux mondes. Le garçon vit dans un monde auquel il n'appartient pas alors qu'il est l'élu de l'autre monde. Dans la chanson And the Story Ends, il se tient prêt à traverser un miroir pour rejoindre son vrai monde. Dans Beyond the Red Mirror, le garçon a finalement choisi de ne pas prendre le portail, ce qui a eu des conséquences néfastes sur les deux mondes. Vingt ans plus tard, le protagoniste se rend compte de ses erreurs et part en quête du Graal et du Red Mirror, dernière porte existante.
L'album puise son inspiration dans la légende du Roi Arthur, les mythologies chrétienne, grecque et nordique. Il est illustré par Felipe Machado Franco, qui collabore avec Blind Guardian depuis At the Edge of Time.

## Réception
| Classement (2015)  | Meilleure position |
| ------------------ | ------------------ |
| Allemagne          | 4                  |
| Autriche           | 8                  |
| Suisse             | 10                 |
| République Tchèque | 12                 |
| Finlande           | 14                 |
| Espagne            | 31                 |
| Suède              | 34                 |
| Japon              | 45                 |
| Canada             | 49                 |
| Royaume-Uni        | 54                 |
| France             | 57                 |
| Etats-Unis         | 132                |

## Liste des chansons
Toutes les paroles sont écrites par Hansi Kürsch.
| No  | Titre                | Musique                     | Durée |
| --- | -------------------- | --------------------------- | ----- |
| 1.  | The Ninth Wave       | Olbrich, Kürsch, Ulmer      | 9:28  |
| 2.  | Twilight of the Gods | Olbrich, Kürsch             | 4:50  |
| 3.  | Prophecies           | Olbrich, Kürsch             | 5:26  |
| 4.  | At the Edge of Time  | Olbrich, Kürsch             | 6:54  |
| 5.  | Ashes of Eternity    | Olbrich, Kürsch             | 5:39  |
| 6.  | The Holy Grail       | Olbrich, Kürsch, Ehmke      | 5:59  |
| 7.  | The Throne           | Olbrich, Kürsch, Bauerfeind | 7:54  |
| 8.  | Sacred Mind          | Olbrich, Kürsch,            | 6:22  |
| 9.  | Miracle Machine      | Kürsch, Schüren             | 3:03  |
| 10. | Grand Parade         | Olbrich, Kürsch             | 9:28  |

Deux pistes bonus sont disponibles : Distant Memories qui devient la sixième piste dans la version digibook et Doom en dernière position du livre audio.

## Membres
- Hansi Kürsch – voix, Guitare basse
- André Olbrich – guitare, voix, Guitare rythmique
- Marcus Siepen – Guitare rythmique
- Frederik Ehmke – Batterie (instrument), Instrument de percussion

Membres invités
- Barend Courbois, Olivier Holzwarth – Guitare basse
- William "Billy" King, Olaf Senkbeil, Thomas Hackmann – Chœur (instrument)
- Matthias Ulmer, Michael Schüren – Clavier (instrument), piano

Orchestres
- Hungarian Studio Orchestra Budapest
- FILMharmonic Orchestra Prague

Chœurs
- Vox Futura Choir Boston
- Hungarian Studio Choir Budapest
- FILMharmonic Choir Prague